# Eucladium verticillatum
Eucladium verticillatum (deutsch Wirteliges Schönastmoos oder Tuffmoos) ist eine Laubmoos-Art aus der Familie Pottiaceae. Sie ist die einzige Art der Gattung Eucladium.

## Merkmale
Eucladium verticillatum wächst in olivgrünen, bleichgrünen oder bläulichgrünen, innen hell gelblichen, kalkinkrustierten, meist dichten und ausgedehnten Rasen. Die Pflanzen sind bis etwa 5 Zentimeter groß und unregelmäßig verzweigt. Die feucht aufrecht abstehenden bis etwas zurückgebogenen Blätter sind 2 bis 3,5 Millimeter lang, lanzettlich bis linealisch und allmählich in eine lange, meist scharfe Spitze verschmälert. Die Blattränder zeigen oberhalb des Blattgrundes mehrere deutliche Zähne, sind aber sonst ganzrandig und flach. Die kräftig entwickelte Blattrippe reicht bis zur Blattspitze. Der Querschnitt der Blattrippe weist zwei kräftige Stereidenbänder auf. Die Blattzellen sind unten rechteckig bis verlängert rechteckig, hyalin und glatt, in der oberen Blatthälfte unregelmäßig kurz rechteckig bis quadratisch und papillös.
Die Geschlechterverteilung ist diözisch. Sporenkapseln sind nicht häufig entwickelt. Die Seta ist 1 bis 2 Zentimeter lang, die Kapsel oval bis zylindrisch und aufrecht bis schwach geneigt. Der Deckel ist schief geschnäbelt, die Kalyptra ist kappenförmig. Das Peristom ist einfach mit 16 aufrechten, unregelmäßig durchbrochenen Zähnen. Die Sporengröße ist 10 bis 15 Mikrometer.

## Standortansprüche
Die Art zählt zu den aktivsten Kalktuffbildnern unserer Moosflora. Sie wächst an nassen bis feuchten, hellen bis schattigen, stets kalkreichen Standorten. Oft besiedelt sie Kalkfelsen und Kalktuff an von Wasser überrieselten oder durchsickerten Stellen. Sie bevorzugt stark geneigte oder senkrechte bis überhängende Felspartien. Weitere Wuchsorte sind Quellstellen, Bäche, Felsnischen, Höhlungen und Grotten, auch Mauern oder alte Steinbrüche. Häufige Begleitmoose sind Palustriella commutata oder Didymodon tophaceus.

## Verbreitung
Eucladium verticillatum ist ein wärmeliebendes, submediterranes Florenelement. In Europa gibt es Vorkommen hauptsächlich in den südlichen und westlichen Teilen. Nach Norden zu liegt die Verbreitungsgrenze in Irland, Schottland, im südlichen Norwegen, in Mittelschweden und im Baltikum. Als Gebirgsmoos ist es in Deutschland hauptsächlich in den Kalkgebieten von Süd- und Mitteldeutschland verbreitet, in der Ebene ist es sehr selten oder fehlt. In Österreich kommt es in den Kalkalpen zerstreut vor. Es steigt nur selten auf über 1000 Meter Höhe.
Neben den europäischen Vorkommen gibt es weltweit solche in Teilen von Asien, in Afrika, in Makaronesien und in Nord- und Mittelamerika.